# Péyi Guyane
Péyi Guyane (Pays Guyane) est un mouvement politique guyanais fondé en 2018.
Il est affilié au NFP au niveau national.

## Histoire
En octobre 2018, Gabriel Serville lance Péyi Guyane lors d'une conférence donnée à la Chambre de Commerce.
Un slogan, Panga, est accolé au nom du parti. Il s'agit d'un appel à la vigilance  qui cache aussi un acronyme : avec chaque lettre de Panga, on forme une phrase : « Partageons l’AveNir pour une Guyane Amazonienne.»
En juin 2021, la liste Péyi Guyane arrive en tête aux élections territoriales.

## Élus
- Gabriel Serville, député de la 1re circonscription de la Guyane, de 2018 à 2021